# Costamezzana
Costamezzana è una frazione del comune italiano di Noceto, nella provincia di Parma, in Emilia-Romagna.
La località dista 6,63 km dal capoluogo.

## Origini del nome
La località, nata come Costa Mediana Tabernariorum, deve il suo nome originario alla sua posizione a mezza costa sulla vallata del torrente Parola e alla famiglia Tavernieri, che vi edificò nell'XI secolo il primo castello.

## Storia
Il territorio della zona detta "La Gatta" risultava abitato già nell'età del Bronzo, quando il popolo dei Terramaricoli vi edificò un piccolo villaggio su palafitte.
La zona crebbe d'importanza in epoca medievale, grazie alla vicinanza con le saline dell'attuale Salsomaggiore Terme e alla collocazione lungo la Via Francigena, percorsa dai numerosi pellegrini diretti a Roma; per questo fu per secoli al centro di contese fra le più importanti casate parmensi.
Nell'XI secolo i Tavernieri vi edificarono un castello, che nel 1249 l'imperatore del Sacro Romano Impero Federico II di Svevia assegnò a Oberto II Pallavicino; dopo il 1268 il feudo passò al Comune di Parma, ma in seguito fu conquistato dai da Cornazzano e nel 1325 ancora dai guelfi parmigiani, per tornare nel 1374 ai Pallavicino, che vi ricostruirono un possente maniero.
Nel 1403 la zona fu devastata dai Rossi, che vendicarono l'incendio dell'odierna Pieveottoville. Nel 1441 Niccolò Piccinino convinse Filippo Maria Visconti del tradimento di Rolando e si fece incaricare di conquistare lo Stato Pallavicino; il marchese fu costretto alla fuga e tutti i suoi feudi furono incamerati dal duca di Milano, che li assegnò in buona parte al Piccinino; morto quest'ultimo, nel 1445 il Visconti investì del castello di Costamezzana i figli Jacopo e Francesco Piccinino, ma già nel 1455 il maniero e le sue terre tornarono nuovamente a Rolando il Magnifico.
Alla morte del Marchese nel 1457, il feudo fu ereditato dal figlio Giovan Manfredo, marchese di Polesine; il suo ultimo discendente Giulio morì nel 1600 e Costamezzana, con Cella e Borghetto, fu assorbita dalla Camera ducale di Parma.
Nel 1625 il feudo di Cella e Costamezzana fu acquistato dal marchese Alessandro Bergonzi. Nel 1706 fu elevato al rango di marchesato dal duca Francesco Farnese, che ne investì il governatore di Parma Benedetto Mischi e i suoi discendenti, fino all'abolizione napoleonica dei diritti feudali del 1805.
Il borgo si sviluppò in seguito leggermente più a nord dell'originaria collocazione, in posizione più pianeggiante. Tra il 1909 e il 1917 l'architetto Camillo Uccelli vi edificò la nuova chiesa di San Pietro Apostolo, che sostituì la cappella medievale del castello, chiusa al culto.

## Monumenti e luoghi d'interesse

### Chiesa di San Pietro Apostolo

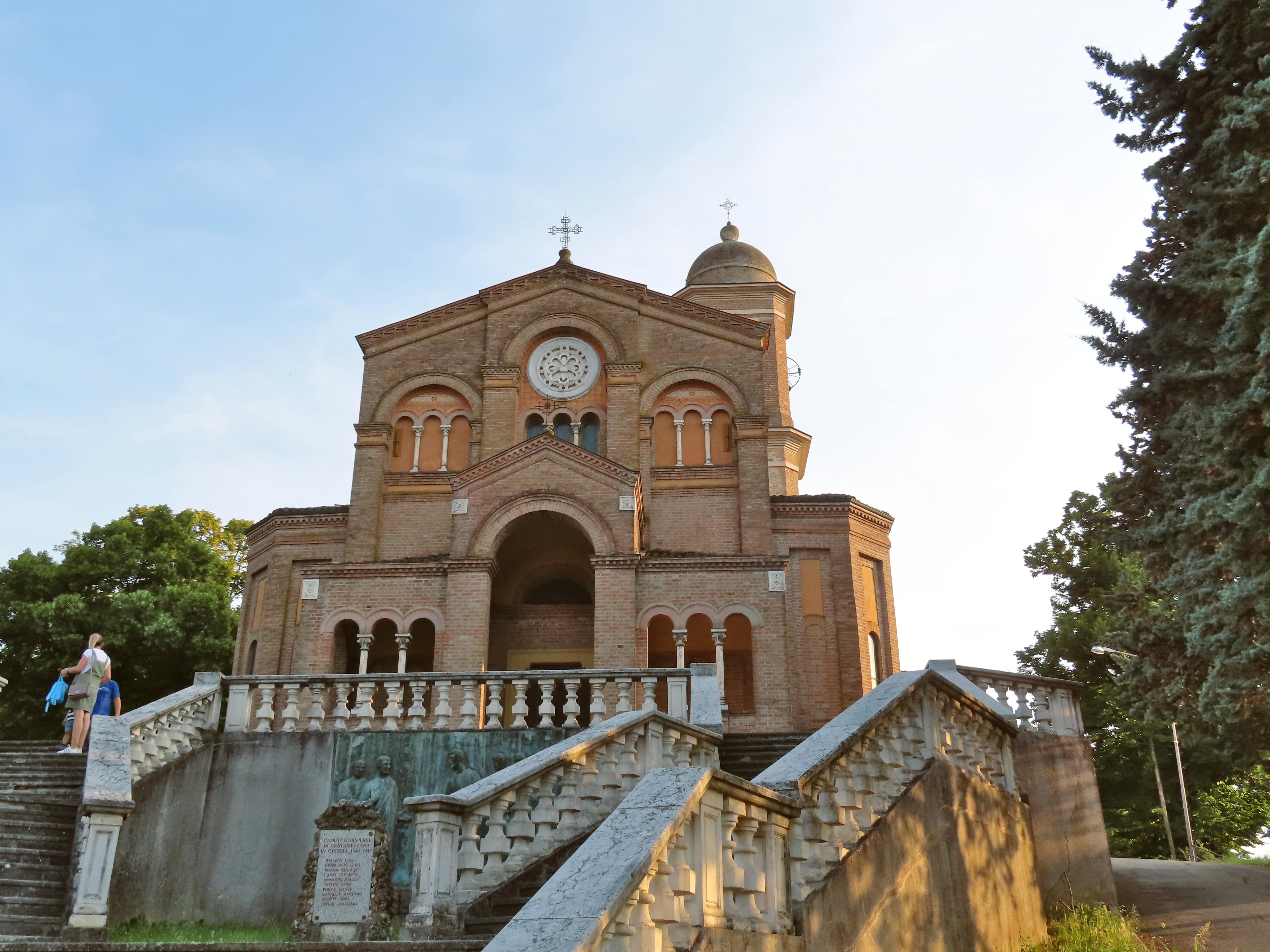
Chiesa di San Pietro Apostolo

Edificata tra il 1909 e il 1917 nel centro del piccolo borgo più a nord, la chiesa di San Pietro Apostolo fu arricchita nel 1930 con la facciata neobizantina progettata dall'architetto Camillo Uccelli; l'edificio, preceduto da un'imponente scalinata in pietra, è decorato all'interno con affreschi realizzati nel 1954 dal pittore Piero Furlotti, raffiguranti il Battesimo di Cristo, l'Ultima Cena e il Martirio di Sant'Agata.

### Oratorio della Beata Vergine del Rosario
Edificato in stile neoclassico verso la fine del XIX secolo per volere del colonnello Felice Ricuperati, l'oratorio privato fu donato intorno al 1970 da Renzo Zucchi alla parrocchia di Costamezzana; la facciata del piccolo edificio è delimitata da due lesene doriche in laterizio e dal frontone triangolare di coronamento.

### Castello

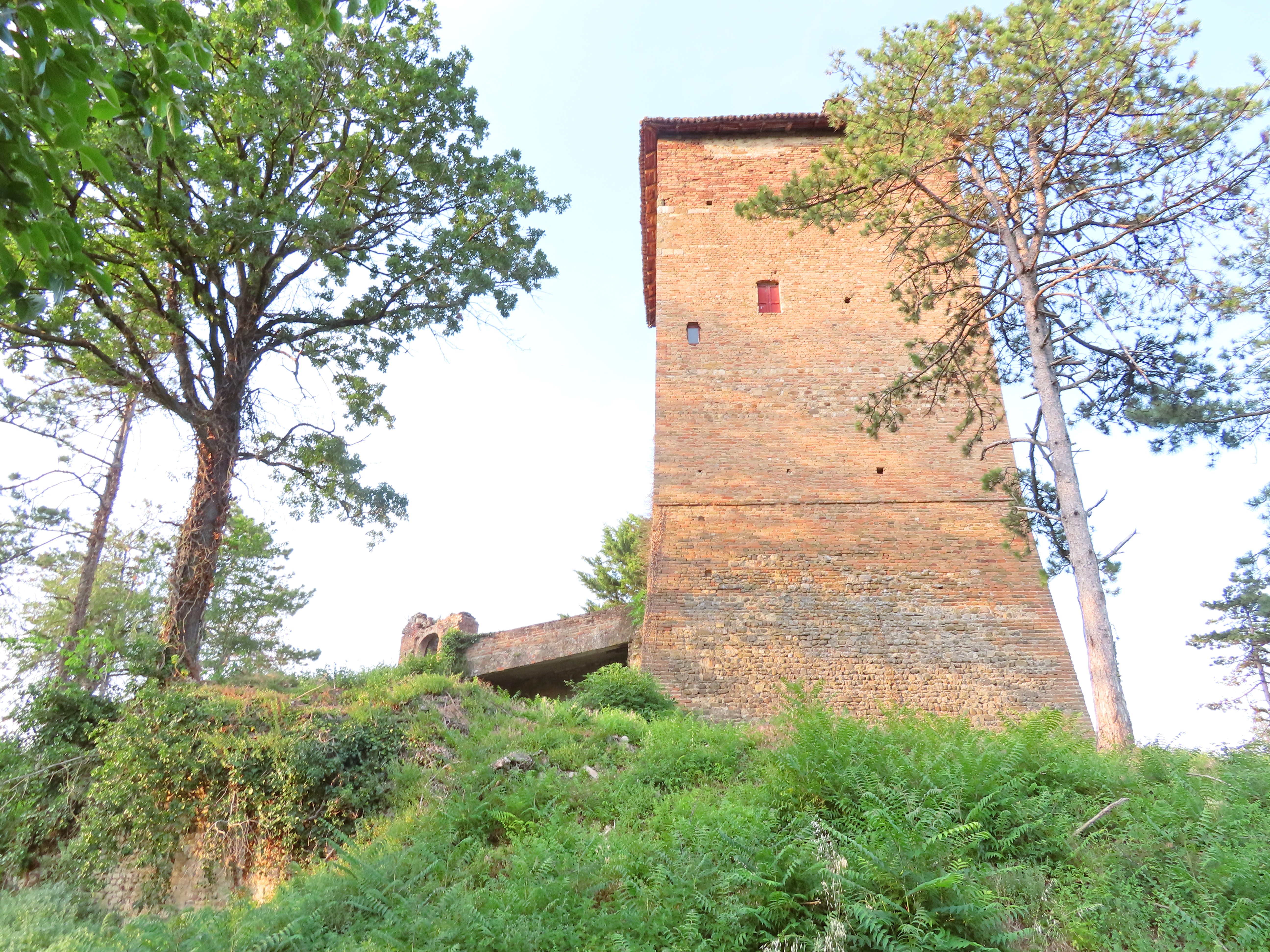
Mastio del castello

Edificato probabilmente nell'XI secolo per volere dei Tavernieri, il castello fu ricostruito nel XIV dai Pallavicino; del maestoso castello tardo-medievale, rimangono oggi soltanto l'alto mastio, una torre rotonda, alcuni tratti della mura a sostegno del terrapieno e alcuni edifici adibiti a caseggiati agricoli e a ristorante, tra cui l'antica cappella di San Pietro Apostolo.

### Complesso di Santa Maria del Gisolo

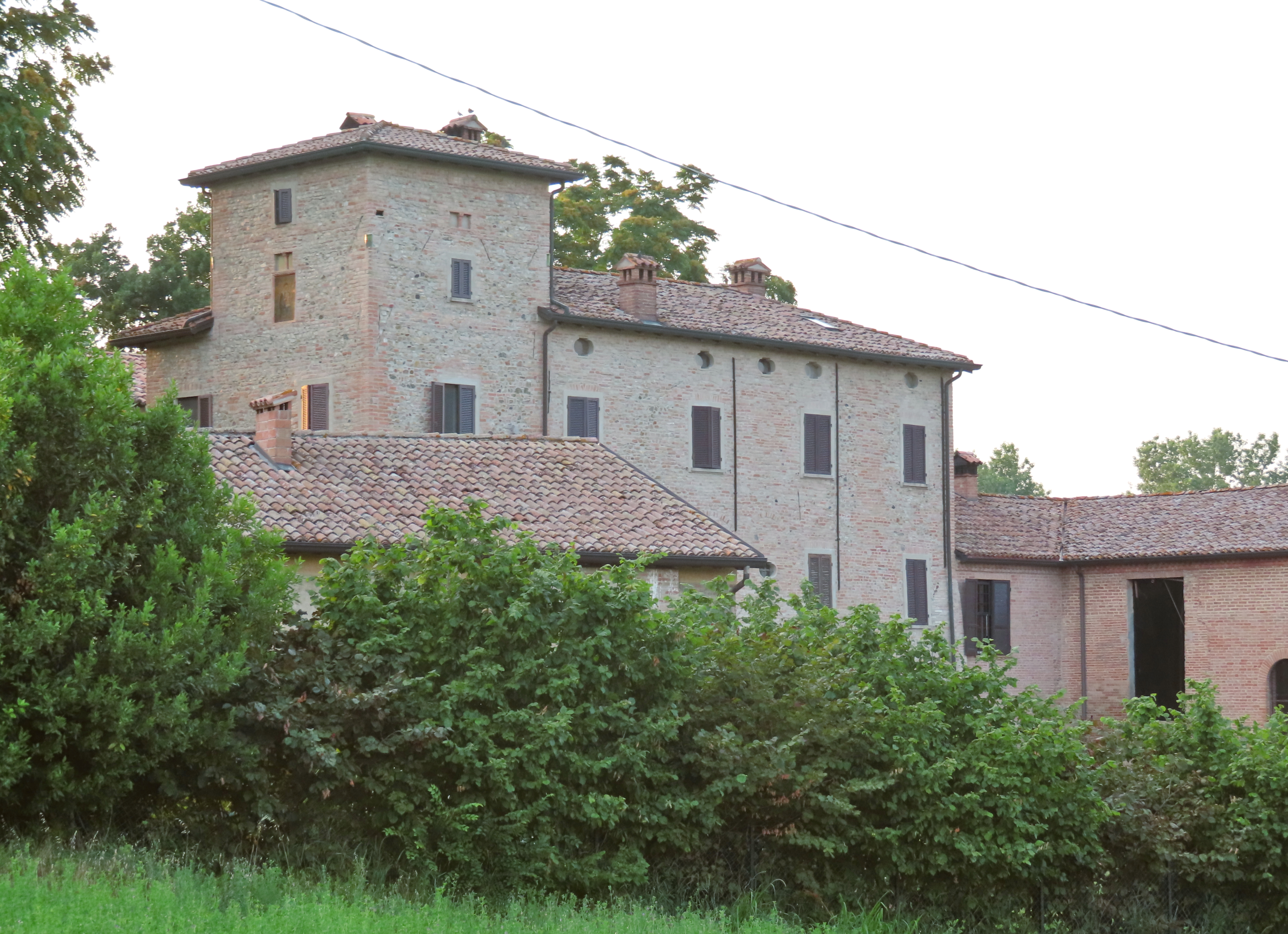
Complesso di Santa Maria del Gisolo

Menzionato per la prima volta nel 1227, il complesso di Santa Maria del Gisolo fu edificato probabilmente dai cavalieri templari; assegnato nel XVI secolo agli eremitani agostiniani, fu dotato di una nuova chiesa nel 1608; danneggiato nel 1636 dagli spagnoli, fu confiscato dal governo francese nel 1810 a causa della soppressione napoleonica degli ordini ecclesiastici e alienato a privati; il gruppo di edifici comprende una chiesa romanica e una casa-torre medievale.

## Eventi
Nella località si svolgono due eventi annuali: la "Gara del salame genuino della Val Recchio e Val Parola", nella seconda settimana di marzo, e la "Festa della carne di asinina con polenta", il 15 agosto.